# Amazing Grace
Amazing Grace или на српском Прекрасна милост је хришћанска песма/ химна коју је написао Џон Њутн (1725.–1807.) и објављена је 1779. године. Главна порука ове песме је да опроштајем без обзира на врсту људског греха, људска душа може бити избављена Божјом вољом. Amazing Grace је једна од најпрепознатљивијих песама енглеског говорног подручја.

## Текст
| Енглески                                   |  | Српски                                           |
| ------------------------------------------ |  | ------------------------------------------------ |
| Amazing grace! (how sweet the sound)       |  | Невероватна Милост (дивног ли звука)             |
| That sav’d a wretch like me!               |  | Која је спасла бедника као што сам ја!           |
| I once was lost, but now am found,         |  | Некад сам био изгубљен а сада ме је Он пронашао, |
| Was blind, but now I see.                  |  | Био сам слеп, али сада видим.                    |
| ’Twas grace that taught my heart to fear,  |  | Милост је научила моје срце да се боји,          |
| "And grace my fears reliev’d;"             |  | "И Милост ме је ослободила страха;"              |
| How precious did that grace appear,        |  | Како је драгоцено што се Милост појавила,        |
| The hour I first believ’d!                 |  | Оног часа када сам поверовао!                    |
| Thro’ many dangers, toils and snares,      |  | Кроз много опасности, муке и замке,              |
| "I have already come;"                     |  | "Ја сам већ прошао;"                             |
| ’Tis grace has brought me safe thus far,   |  | Милост ме је безбедно провела до сада,           |
| And grace will lead me home.               |  | И Милост ће ме одвести мом дому.                 |
| The Lord has promis’d good to me,          |  | Господ ми је обећао добро,                       |
| "His word my hope secures;"                |  | "Његове рече челиче моју наду;"                  |
| He will my shield and portion be,          |  | Он ће ми бити штит и храна,                      |
| As long as life endures.                   |  | Докле год живот траје.                           |
| Yes, when this flesh and heart shall fail, |  | Да, када ово тело и срце стану,                  |
| "And mortal life shall cease;"             |  | "И земаљски живот се заврши;"                    |
| I shall possess, within the veil,          |  | Ја ћу и даље имати, негде склоњено,              |
| A life of joy and peace.                   |  | Живот пун радости и мира.                        |
| The earth shall soon dissolve like snow,   |  | Ова земља ће једном ископнети као снег,          |
| "The sun forbear to shine;"                |  | "Сунце ће престати да сија;"                     |
| But God, who call’d me here below,         |  | Али Господ, који ме је позвао себи,              |
| Will be forever mine.                      |  | Биће заувек уз мене.                             |
| When we’ve been there ten thousand years,  |  | Када будемо тамо десет хиљада година,            |
| Bright shining as the sun,                 |  | Светли као сунце,                                |
| We’ve no less days to sing God’s praise    |  | Неће пред нама бити мање дана                    |
| Than when we first begun.                  |  | Него кад смо почели.                             |